# Parapachrophylla claudiae
Parapachrophylla claudiae là một loài bướm đêm trong họ Geometridae.